# Gare de Chailvet - Urcel
La gare de Chailvet - Urcel est une ancienne gare ferroviaire française de la ligne de La Plaine à Hirson et Anor (frontière), située sur le territoire de la commune de Royaucourt-et-Chailvet, à proximité d'Urcel, dans le département de l'Aisne, en région Hauts-de-France.

## Situation ferroviaire
Établie à 62 mètres d'altitude, la gare de Berzy-le-Sec est située au point kilométrique (PK) 129,655 de la ligne de La Plaine à Hirson et Anor (frontière), entre les gares ouvertes de Anizy - Pinon et de Clacy - Mons. 

## Histoire
La gare est mise en service le 2 juin 1862 par la Compagnie des chemins de fer du Nord, lorsqu'elle inaugure la section de Villers-Cotterêts à Laon. 
La gare est fermée[Quand ?].

## Patrimoine ferroviaire
Dans les années 2010, le bâtiment voyageurs est fermé et occupé.